# Тилтротатор
Тилтротатор (рототилт) — это устройство, представляющее собой комбинацию ротатора и гидропривода, которое навешивается на рукоять экскаватора и позволяет вращать навесное оборудование как в горизонтальной, так и в вертикальной плоскости.
Тилтротатор можно описать как "запястье" между рукоятью экскаватора и инструментом, например, планировочным ковшом. Встроенная система управления обеспечивает неограниченный угол поворота, а также наклон до 45° в двух направлениях.
Тилтротатор был изобретен в Швеции в начале 1980-х годов компанией Noreco и стал стандартом в Скандинавии. Эта концепция недавно получила известность в других странах, таких как Нидерланды, Германия, Великобритания, Япония, Канада, Соединенные Штаты.
Тилтротатор позволяет экскаватору, выполнять работы с хирургической точность, буквально не сходя с места, копать абсолютно в любом направлении и под любым углом. Это сильно расширяет возможности применения машины, при инфраструктурно-дорожных работах, жилищном строительстве полного цикла, на железных дорогах, при прокладке кабелей и трубопроводов, благоустройстве городских территорий, выравнивании откосов дорог.
Множество компаний, занимаются производством Тилротаторов: Marttiini Metal, HSK, SMP,  Kinshofer, Engcon, Indexator и т.д.